# Campeonato Mundial de Ginástica Artística de 2013 - Barras assimétricas feminino
A competição das barras assimétricas feminino do Campeonato Mundial de Ginástica Artística de 2013 foi sua final disputada no dia 5 de outubro. A qualificatória que definiu as ginastas finalistas foi disputada em 1 e 2 de outubro.

## Medalhistas
| Ouro   | CHN Huang Huidan    |
| Prata  | USA Kyla Ross       |
| Bronze | RUS Aliya Mustafina |

## Resultados

### Qualificatória
Esses são os resultados da qualificatória.
| Pos. | Ginasta             | Total  | Nota |
| ---- | ------------------- | ------ | ---- |
| 1    | CHN Yao Jinnan      | 15,433 | Q    |
| 2    | USA Kyla Ross       | 15,133 | Q    |
| 3    | CHN Huang Huidan    | 15,133 | Q    |
| 4    | GBR Rebecca Downie  | 15,100 | Q    |
| 5    | RUS Aliya Mustafina | 14,900 | Q    |
| 6    | USA Simone Biles    | 14,800 | Q    |
| 7    | GBR Ruby Harrold    | 14,600 | Q    |
| 8    | GER Sophie Scheder  | 14,566 | Q    |
| 9    | RUS Tatiana Nabieva | 14,533 | R    |
| 10   | CHN Shang Chunsong  | 14,400 |      |
| 11   | USA McKayla Maroney | 14,300 |      |
| 12   | GER Elisabeth Seitz | 14,266 | R    |
| 13   | JPN Natsumi Sasada  | 14,100 | R    |

- Q - qualificada para a final
- R - reserva

### Final
Esses são os resultados da final.
| Pos. | Ginasta             | Nota D | Nota E | Pen. | Total  |
| ---- | ------------------- | ------ | ------ | ---- | ------ |
|      | CHN Huang Huidan    | 6,600  | 8,800  |      | 15,400 |
|      | USA Kyla Ross       | 6,400  | 8,866  |      | 15,266 |
|      | RUS Aliya Mustafina | 6,500  | 8,533  |      | 15,033 |
| 4    | USA Simone Biles    | 6,100  | 8,616  |      | 14,716 |
| 5    | GER Sophie Scheder  | 6,400  | 8,283  |      | 14,683 |
| 6    | CHN Yao Jinnan      | 6,900  | 7,733  |      | 14,633 |
| 7    | GBR Ruby Harrold    | 6,300  | 8,033  |      | 14,333 |
| 8    | GBR Rebecca Downie  | 6,400  | 7,400  |      | 13,800 |